# Descripción geográfica, histórica y estadística de Bolivia

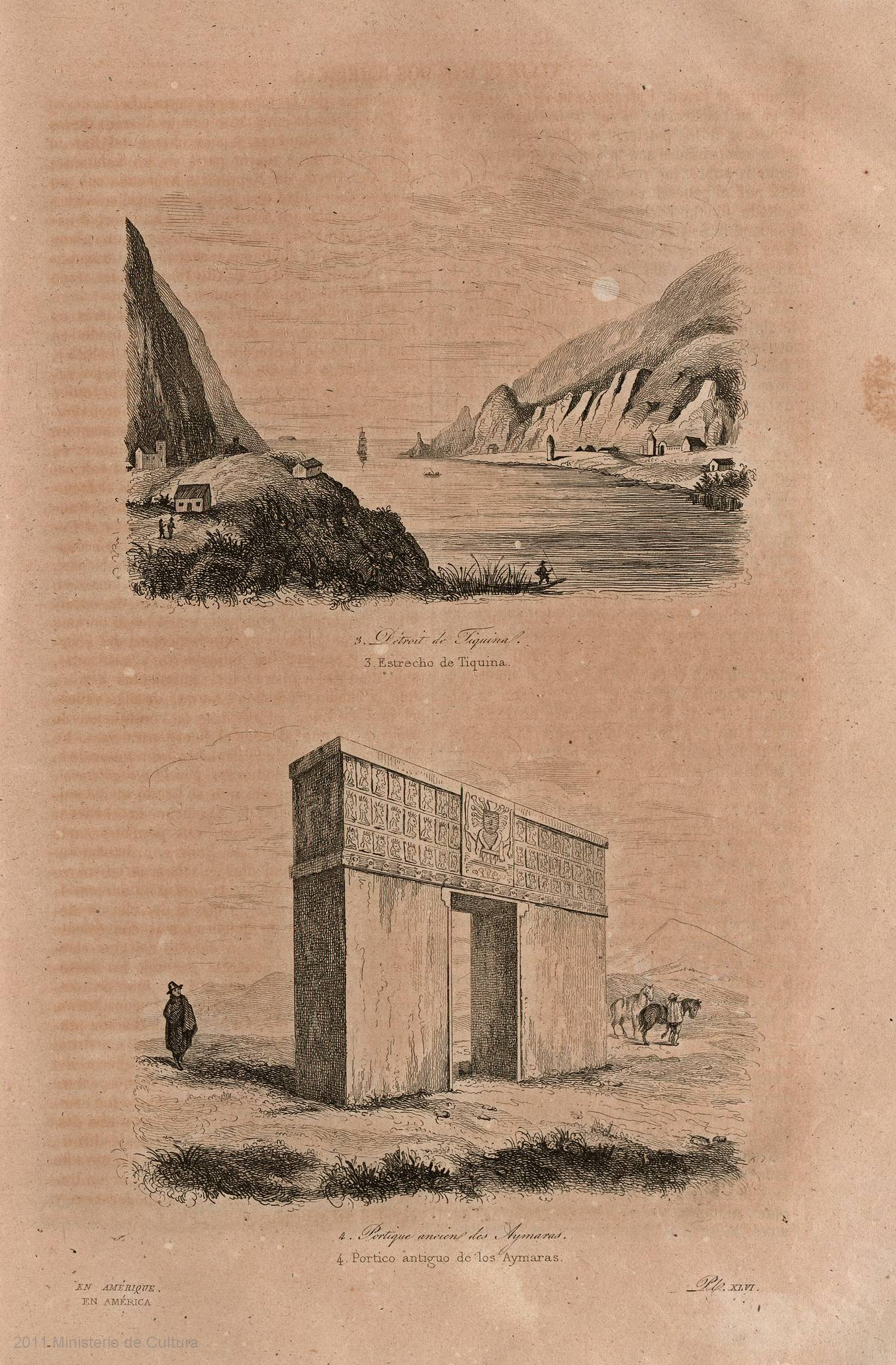
Imágenes del Estrecho de Tiquina y el Pórtico de los aymaras circa 1842, visitados por d'Orbigny en su viaje por Bolivia.

Descripción geográfica, histórica y estadística de Bolivia es un libro del naturalista y explorador francés Alcide d'Orbigny, que narra los datos sobre Bolivia, con un enfoque en su geografía, su cultura, su historia y su biodiversidad. Los datos publicados los recogió d'Orbigny durante su viaje a Bolivia, entre 1830 y 1833, invitado por el gobierno boliviano. Esta obra fue plasmada, tras el retorno de d'Orbigny a Francia (a partir de 1834-1835), en su obra Voyage dans l'Amérique Méridionale (escrita entre los años 1834-1847). El libro fue publicado en 1845 en París, a encargo del presidente de Bolivia, José Ballivián, a quien le dedicó su obra.
Durante su viaje a América del Sur, inicialmente d'Orbigny fue a Bolivia solo por tres meses, contratado por el entonces presidente Andrés de Santa Cruz para recorrer el camino entre Cochabamba y los Llanos de Moxos. Sin embargo, debido a su fascinación por el territorio boliviano, decidió quedarse durante tres años, para luego finalizar su recorrido en Perú.
El libro fue originalmente publicado en francés, por lo que el escritor y poeta boliviano Ricardo José Bustamante, a quien debió conocer en París, hizo la traducción al idioma español. Del libro de d'Orbigny solo fue publicado el primer tomo, por lo que se desconoce si se publicaron o no otros tomos.

## Recepción
El escritor e historiador boliviano Mariano Baptista Gumucio escribió que la obra de d'Orbigny es el manual más completo publicado hasta esa fecha sobre la arqueología, la geografía, la geología, la zoología, la botánica y la lingüística, así como los tipos humanos del altiplano, los llanos y la selva y los habitantes de las ciudades de Bolivia.